# Saint-Biez-en-Belin
Saint-Biez-en-Belin är en kommun i departementet Sarthe i regionen Pays de la Loire i nordvästra Frankrike. Kommunen ligger i kantonen Écommoy som tillhör arrondissementet Le Mans. År 2022 hade Saint-Biez-en-Belin 709 invånare.

## Befolkningsutveckling
Antalet invånare i kommunen Saint-Biez-en-Belin
| Referens: INSEE |